# Kaguya-sama wa Kokurasetai: Tensai-tachi no Ren'ai Zunōsen (filme)
Kaguya-sama: Love Is War (japonês: かぐや様は告らせたい ～天才たちの恋愛頭脳戦～, Hepburn: Kaguya-sama wa Kokurasetai - Tensai-tachi no Ren'ai Zunōsen) é uma adaptação cinematográfica japonesa de 2019 da série de mangá com de mesmo nome por Aka Akasaka. O filme foi dirigido por Hayato Kawai e distribuído pela Toho. Em 21 de fevereiro de 2019, Shueisha anunciou que uma adaptação cinematográfica em live-action da série estava em produção. O filme estreou no Japão em 6 de setembro de 2019. O ator Sho Hirano foi escalado para o papel de Miyuki Shirogane, enquanto Kanna Hashimoto foi escolhida para o papel de Kaguya Shinomiya. A direção ficou por conta de Hayato Kawai, o roteiro foi escrito por Yūichi Tokunaga, e a fotografia principal foi realizada entre março e abril de 2019.. O cartaz visual teaser foi revelado em 3 de maio de 2019.

## Enredo
Na divisão de ensino médio da Academia Shuchiin, o presidente do conselho estudantil Miyuki Shirogane e a vice-presidente Kaguya Shinomiya parecem ser um par perfeito. Kaguya é filha de uma rica família de conglomerados, e Miyuki é o melhor aluno da escola, sendo muito conhecido em toda a prefeitura. Embora ambos gostem um do outro, são orgulhosos demais para confessar seu amor, pois acreditam que quem confessar primeiro perderia. A história acompanha suas diversas estratégias e esquemas para fazer o outro confessar ou, pelo menos, mostrar sinais de afeto.

## Elenco
- Kanna Hashimoto como Kaguya Shinomiya
- Sho Hirano como Miyuki Shirogane
- Nana Asakawa como Chika Fujiwara [5]
- Hayato Sano como Yū Ishigami[6]
- Mayu Hotta como Ai Hayasaka [5]
- Natsumi Ikema como Nagisa Kashiwagi [5]
- Yūtarō como Tsubasa [5]
- Masahiro Takashima como pai de Miyuki [5]
- Jiro Sato como Shōzō Tanuma, narrador [5]
- Aoi Koga como Cinema Counter Girl [7]
- Amu Fukao como Kei Shirogane

## Sequência
Uma sequência intitulada Kaguya-sama: Love Is War Final (かぐや様は告らせたい ～天才たちの恋愛頭脳戦～ ファイナル, Kaguya-sama wa Kokurasetai - Tensai-tachi no Ren'ai Zunōsen Final) foi lançada nos cinemas em 20 de agosto de 2021. 

## Links externos
- Kaguya-sama wa Kokurasetai: Tensai-tachi no Ren'ai Zunōsen. no IMDb.
- Site oficial (em japonês)

Predefinição:Kaguya-sama: Love Is War